# サマヨイザクラ
『サマヨイザクラ』は、双葉社の漫画雑誌『漫画アクション』に2008年4号から2009年5号まで連載された郷田マモラの漫画。

## 作品概要
裁判員制度で、裁判員に選ばれた主人公を中心に、殺人事件の裁判を執り行う物語である。キャッチコピーは「裁判員制度の光と闇」。

## 登場人物

### 主人公
相羽圭一（あいば けいいち）
本作の主人公。28歳。アニメオタクのネットカフェ難民で、裁判員制度で裁判員に選ばれた。
「マグマ製菓」と呼ばれる有名な製菓メーカーのエリート社員だったが、会社が自社の出しているお菓子の賞味期限を偽装しているのを知り、社長に内部告発の文書を書くが、その文書を入れた封筒をポストに投函出来ずに道端に落とし、その封筒を他人に拾われた事から賞味期限偽装が発覚し、圭一は課長を始めとする他の社員に「デビルマン」と罵られ、一方的に嫌がらせを受け、閑職に回されてしまう。職場いじめに耐え切れずに会社を辞めた後、アパートを追い出され、ネットカフェ難民になってしまい、その日暮らしの生活を送って居たが、偶然以前勤めていた会社の課長を発見し、彼の殺害を決意するが思い留まる。
劇中のアニメ「フォレスト・ガール」のヒロイン、「鏡花タン（本名:森乃鏡花）」に萌えており、彼女の正義に感動した圭一は、マグマ製菓の賞味期限偽装を社長に告発することを決意した。それが原因で恋人と別れてしまっており、ネットカフェ難民になった今も、彼女を想っている。
参加した裁判の判決の日、事件と同時刻に行われていたフォレスト・ガールのイベントで圭一がたまたま撮った写真に雪彦が写っていたことでアリバイが成立したため、裁判中に被告が犯人ではないことを発言し、裁判を停止させた。
鹿野川雪彦（かのがわ ゆきひこ）
本作のもう1人の主人公。28歳。アニメオタクのニートで、本作のメインとなる殺人事件「根古田観音丘殺人事件」の被告人。圭一と同じく、劇中のアニメ「フォレスト・ガール」のヒロイン、「鏡花タン」に萌えている。前髪の一部が白いのは、今時のお洒落のために白く染めた（脱色した）わけではなく、自分の部屋とは全く違う、留置場や拘置所での閉鎖的な生活でのストレスにより、白髪になったもの。
大学に入学してから2カ月程で引きこもってしまい、以後10年も自分の趣味に没頭していた。近所の人間達から、自分の家族が嫌がらせ（いじめ）を受けており、家の近所の桜の木を伐ろうと企てた寺本悦子を始めとする女性3人を、「ナイフ」で「鏡花タン」の技である「エメラルド・アーム・ソード」を繰り出し、殺害したと思われていたが、上記の記述通り圭一の言及により、自分が犯人では無い事を大声で告白した。犯人であると名乗り出た理由は、真犯人である未来の父親をかばうためである。また、未来に「悪戯」をしたのは自分であると名乗っていたが、それも未来をかばうためであり、実際にはやっていない。かばった理由は、なかなか未来に悪戯した犯人が現れず、「未来がでっちあげた事件ではないか」と根も葉もない噂が近所にたちはじめ、いじめの標的になりそうだった未来をかばうためである。

### 裁判員
吉井由美香（よしい ゆみか）
20歳。学生で、裁判員制度で裁判員に選ばれた。裁判に興味を持っており、後に卒業論文のテーマとして今回の裁判を取り上げた。兄をいじめて自殺に追い込んだ舞村咲の事を「嘘吐き弁護士」と思っている。そのため「集団の悪」をひどく嫌っている。
ドラマ版ではヒロインとされており、髪型も原作と違いロングヘアーになっている。
平松泰久（ひらまつ やすひさ）
39歳。会社員で、裁判員制度で裁判員に選ばれた。裁判員を務める間は、仕事を休まなければ行けないため、仕事に穴を開けてしまい辞めさせられないかと思っている。
刀根三代子（とね みよこ）
67歳。無職で、裁判員制度で裁判員に選ばれた。安易に「人を殺したら死刑」と言う考えの持ち主。裁判の際、姑である自分が嫁に対する態度を思い出し、厳しく接するのは愛があるからであり、「いじめ」という言葉は認めないとしている。
小久保仁美（こくぼ ひとみ）
47歳。主婦で、裁判員制度で裁判員に選ばれた。裁判の内容を夫に喋ってしまい、途中で裁判員を解任されてしまう。その際、「私のような秘密を守れない弱い人間は、私の後もたくさん現れるでしょう」と、裁判員制度に皮肉と共に苦言を呈した。
徳井茂（とくい しげる）
56歳。自営業で、裁判員制度で裁判員に選ばれた。漫画やアニメ、ゲーム等の事を疎ましく思っており、散々甘やかして育てていた自分の息子に暴力を振るい怪我をさせた。雪彦が立ち直れると信じている。

### 裁判官
和泉浩紀（いずみ ひろのり）
陪席裁判官。28歳。嫌味な言動が目立つが、根っからの悪人では無い。圭一や雪彦と同じアニメオタクで、劇中のアニメ「フォレスト・ガール」のヒロイン、「鏡花タン」に萌えている。子供の頃は、アニメオタクだという理由で、世間から爪弾きにされていた。「オタクの全てが悪ではない」という発言で、オタクを差別化していた裁判員を言葉に詰まらせた。

### その他
堂島未来（どうじま みらい）
本作のキーパーソン。15歳。幼い頃、空き地を挟んだ隣に住む雪彦に可愛がられていたが、デパートのトイレ内で「悪戯」を受け、人生を狂わされた。それが元で養護施設で義務教育を受けていた。そして、勇気を振り絞り、自分にひどいことをしたのは雪彦ではないことを告白し、彼を護るために、事件の真相を圭一達に話す。
観音様（かんのんさま）
鹿野川家の裏の、旧日本軍が作った抜け穴に暮らすホームレス。近所の住人に嫌味で「観音様」と呼ばれている。
自分が勤務する会社「フタババ社」の2億円横領の濡れ衣を着せられ、刑務所に7年間投獄される。それが元で、妻とは離婚する。出所後は、まともな職にも就けずにホームレスとして暮らしていた。なお、妻とその母は横領事件の濡れ衣の事実を知らない。
実は、未来の父親で、事件の真犯人。未来の父親であることが被害者3人に知られてしまい、それが原因で娘が「集団の悪」の餌食にならぬ様に、雪彦から譲渡して貰った「ナイフ」で殺害した。
舞村咲（まいむら さき）
雪彦の弁護士。過去に吉井由美香の兄を「集団の悪」で自殺に追い込み、その償いとして弁護士になった。
徳井の息子
徳井の息子。圭一や雪彦とは面識は無いが、彼等と同じくオタクである。理由は不明だが、父親に殴られ怪我をさせられた。
ドラマ版では、髭を蓄えている。父親に勝手に部屋に入られたり、オタク趣味を非難されたりなど、原作とは別のベクトルで散々な目に遭っている。なお、裁判後は父親と和解している。

## 劇中のパロディ
本作には、既存の作品や既存の雑誌の名前をパロディ化した物が登場する。以下はその一例である。
既存の作品のパロディ
- 食事処モリアサ（モリのアサガオ）
- 梅宮ハレヒ（涼宮ハルヒ）
- ヘロロ運送（ケロロ軍曹）
- ハチミツとフロ場（ハチミツとクローバー）
- 猫夜叉（犬夜叉）

既存の雑誌のパロディ
- マンガジン（週刊少年マガジン）
- 声優シランプリ（声優グランプリ）
- マニアニメ（マイアニメ）
- ホビージパング（ホビージャパン）

## コミックス
- サマヨイザクラ(上)（アクションコミックス、2008年10月28日、ISBN 978-4-575-83542-7）
- サマヨイザクラ(下)（アクションコミックス、2009年3月28日、ISBN 978-4-575-83603-5）

## テレビドラマ
2009年5月30日にフジテレビで『裁判員制度スペシャルドラマ サマヨイザクラ』としてドラマ化、『土曜プレミアム』内で放送された。視聴率は10.3%。

### キャスト
| 裁判員 - 相羽圭一：伊藤淳史 - 吉井由美香：加藤ローサ - 小久保仁美：宮崎美子 - 平松泰久：田中哲司 - 徳井茂：阿藤快 - 刀根三代子：大森暁美 補充裁判員 - 勝又久美：濱田マリ - 東出：篠田光亮 裁判長 - 鷹尾二三生：大杉漣 陪席裁判官 - 和泉浩紀（左陪席）：劇団ひとり - 筒美まり子（右陪席）：江口のりこ 被告 - 鹿野川雪彦：塚本高史 弁護士 - 舞村咲：いとうあいこ 検察官 - 九折真太郎：利重剛 | 被害者 - 浜千代利架：滝沢涼子 - 樋口久留美：竹下明子 - 寺本悦子：山下裕子 弁護側証人 - 浜千代杏里（利架の娘）：剛力彩芽 - 鹿野川慶子（雪彦の母）：左時枝 - 斎宮祐介（根古田観音丘の元住人）：斎藤洋介 検察側証人 - 田中清孝（雪彦を取り調べた刑事）：赤堀雅秋 - 岩崎祥子（第一発見者）：三浦伸子 - 堂島ふさ（未来の祖母）：大方斐紗子 被害者参加人 - 樋口常男（久留美の夫）：樋渡真司 その他 - 堂島未来（雪彦の家の隣に住む少女）：小野恵令奈 - 相羽夏江（圭一の母）：佐藤直子 - 仁美の夫：小林すすむ - 茂の息子：森廉 - マグマフーズ課長（圭一の元上司）：青山勝 - 案山子運送社員（圭一のバイト先上司）：有福正志 - 書記官：阿南敦子 - 新聞記者：小柳こずえ - 観音様（根古田観音丘に住むホームレス）：平田満 - アナウンサー：戸部洋子（フジテレビアナウンサー） ほか |

### スタッフ
- 原作：郷田マモラ「サマヨイザクラ」（双葉社刊・漫画アクション連載）
- 法律監修：今井秀智
- 脚本：荒井修子
- 監督：波多野貴文
- 技術協力：バスク
- 照明協力：フジライティング・アンド・テクノロジイ
- 音響効果：スポット
- CG：スタジオ・バックホーン
- 美術協力：KHKアート、東宝映像美術
- スタジオ：東京メディアシティ
- ボディスタント：Gocoo
- ロケ協力：西さがみ連邦共和国フィルムコミッション、小田原観光協会、共立女子大学 ほか
- 企画：立松嗣章（フジテレビ）
- プロデューサー：窪田義弘（東宝）
- 制作：フジテレビ、東宝